# Bassar (Togo)
Bassar (auch Bassari) ist eine Kleinstadt im nördlichen Togo in der Region Kara und Verwaltungssitz der gleichnamigen Präfektur Bassar. Der Ort liegt 57 Kilometer nordwestlich Sokodé. Schätzungen zufolge hat Bassar ca. 25.200 Einwohner.
Bassar ist Siedlungszentrum der Ntcham, die in der lokalen Bezeichnung den Namen Bi-tchambe oder Bassari tragen. Seit Mitte des 19. Jahrhunderts ist Bassar eines von vier unweit gelegenen Siedlungszentren der Ntcham, die meisten Clans von Bassar führen ihren Ursprung auf den heiligen Dikre-Wald zurück, der fünf Kilometer nordwestlich liegt. Die mündliche Überlieferung lässt sich bis zu Häuptlingstümern Ende des 18. Jahrhunderts zurückverfolgen; Bassar hatte vermutlich schon länger Bedeutung als ein Zentrum der Eisenverarbeitung auf dem Gebiet des heutigen Togo und für den Fernhandel mit Eisen. In sehr kleinem Umfang wird in Bassar auch heute der Abbau von Eisenerz betrieben. Bassar liegt am Rand der Atakora-Berge auf einer Rumpffläche, die im Westen und Osten durch einzelne Hügel und kleine Berge, die das eisenhaltige Gestein enthalten, begrenzt wird.
Die Unterwerfung des togoischen Hinterlandes wurde durch die deutsche Kolonialmacht Mitte der 1890er Jahre durchgeführt, 1897 wurde im Gebiet Bassars eine Kolonialnebenstation errichtet und Bassar dem Verwaltungsbezirk Sokodé-Bassar zugeordnet. Von wirtschaftlichem Interesse für die deutsche Kolonialverwaltung waren besonders die Eisenvorkommen um Bassar und die durch Bassar verlaufenden traditionellen Handelsrouten. In den nördlichen Verwaltungsbezirken wurde die Bevölkerung in besonders hohem Maße zur Zwangsarbeit für die Infrastruktur und für Versuchspflanzungen verpflichtet.
Die Böden in der Umgebung sind relativ fruchtbar, zur Subsistenz wird im Wanderfeldbau eine spezielle kleine Yams-Sorte angebaut, daneben gedeihen Erdnüsse und Hirse, mit einer Rotation im zwei- bis dreijährigen Anbauzyklus, dem eine bis zu achtjährige Brache folgt. Es werden des Weiteren braune Bohnen, Kassava und Sheabutter angebaut.

## Galerie

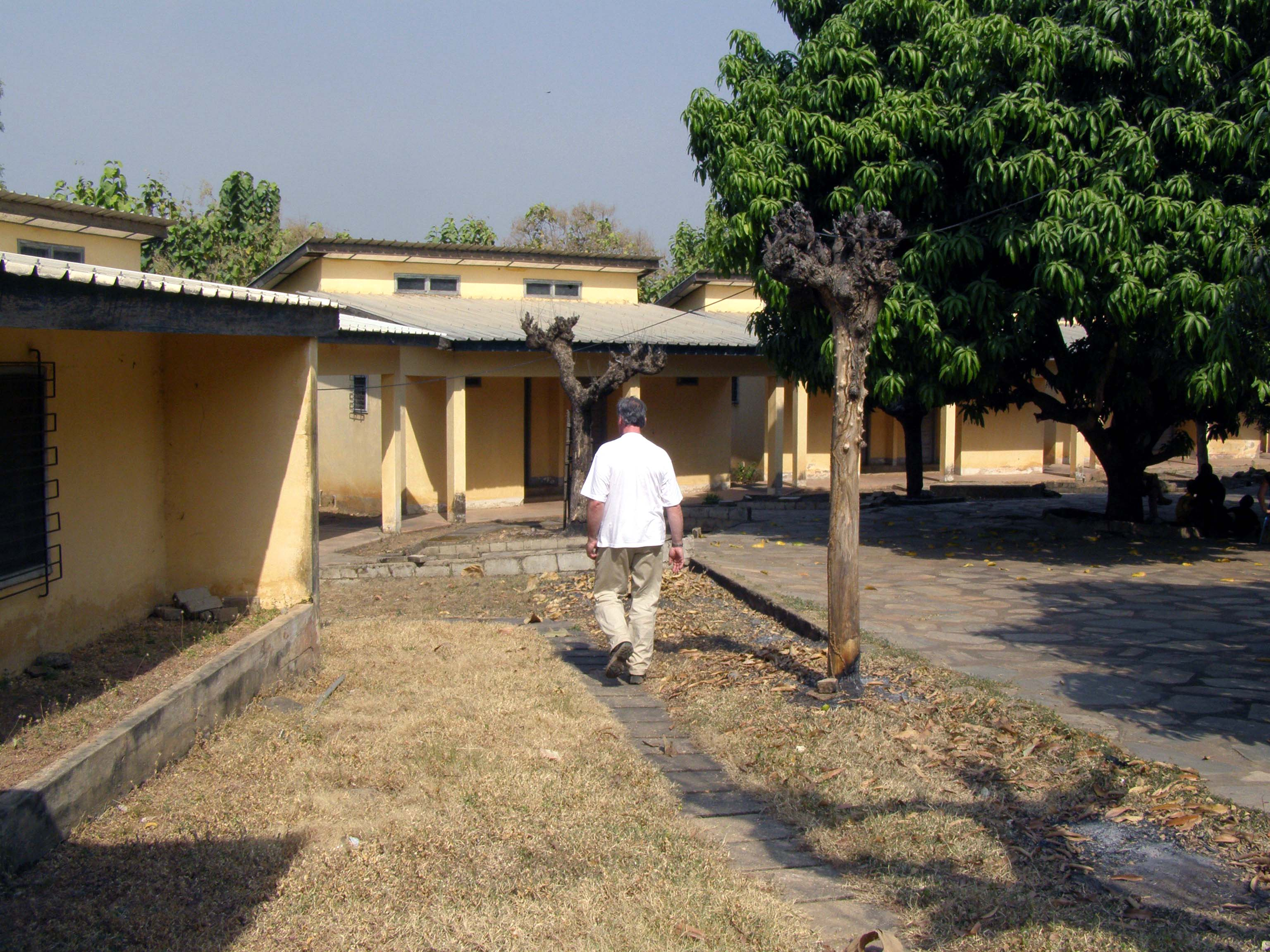
Platz in Bassar
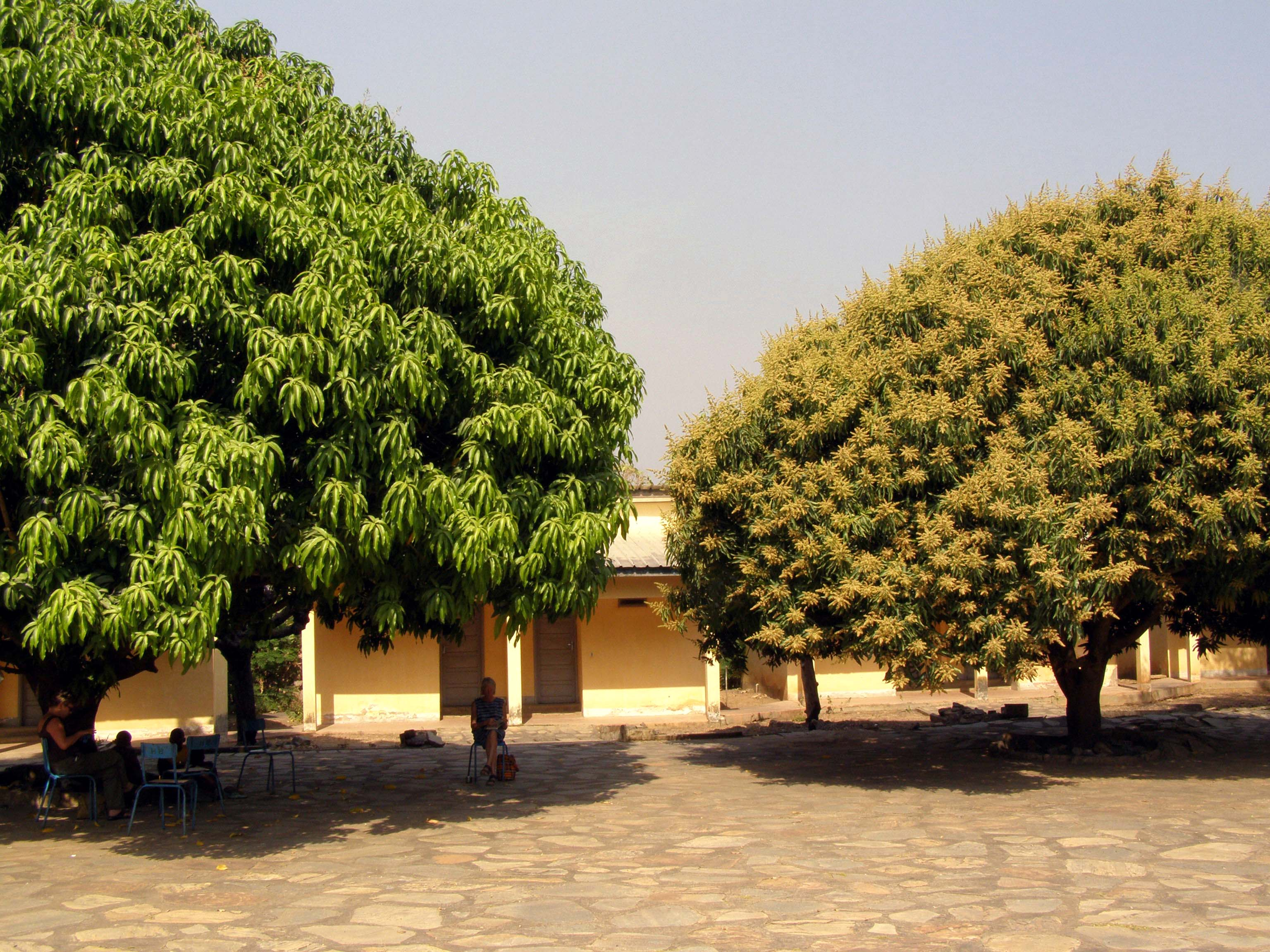
Platz in Bassar
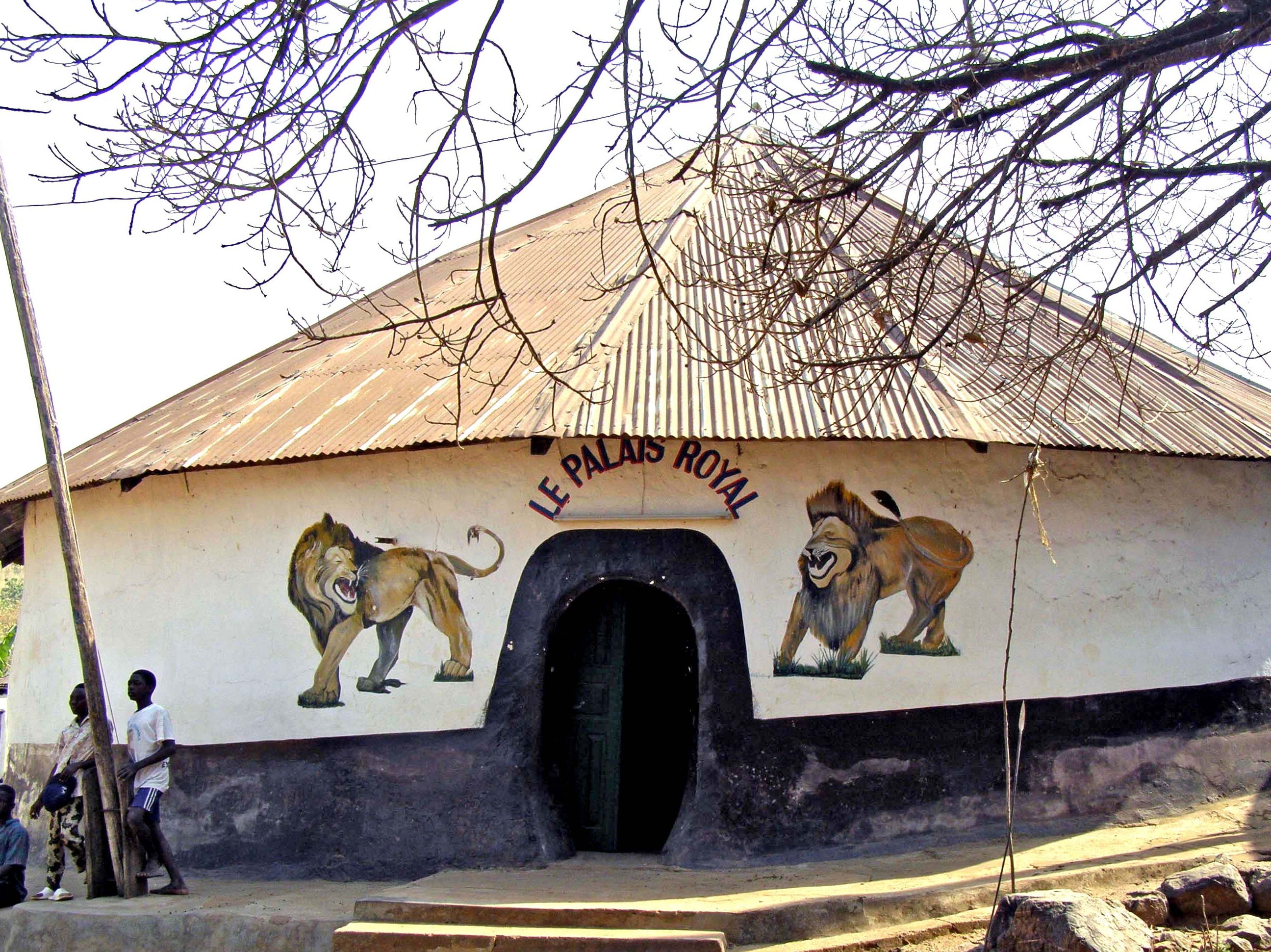
Ehemaliges deutsches Gefängnis, heute Versammlungsraum der Bassari
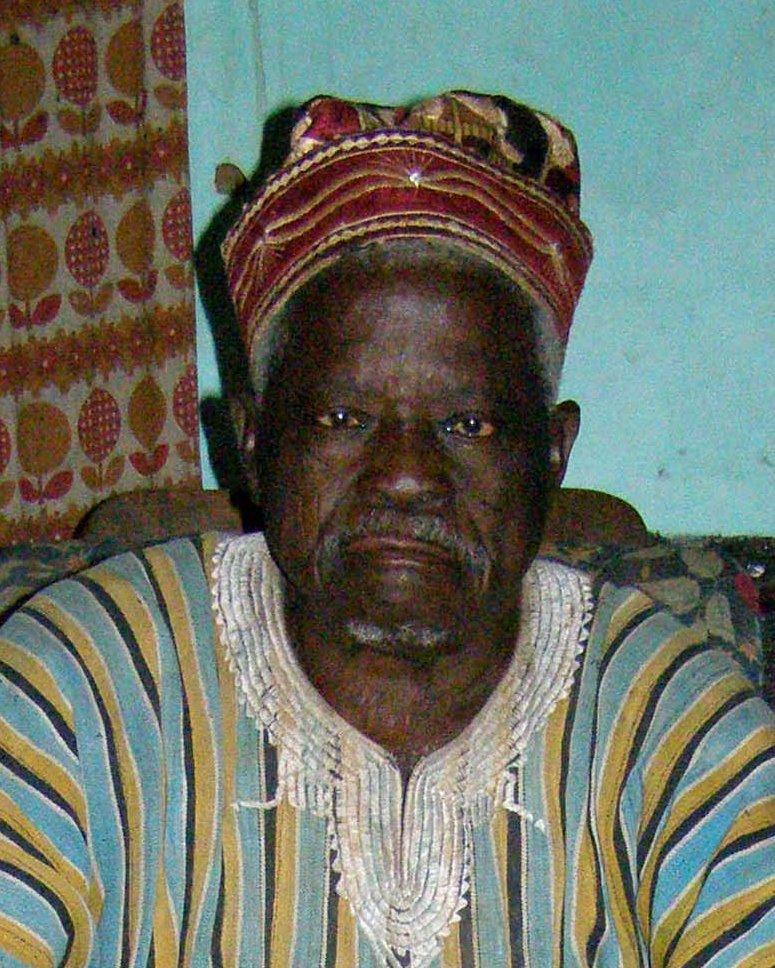
Oberhaupt der Bassari